# Dynamic Airlines
Dynamic Airlines of Dynamic Air was een kleinere luchtvaartmaatschappij uit Nederland. Ze verzorgde zakenvluchten, medische vluchten en snelle vrachtvluchten. De meeste vluchten werden vanaf Rotterdam Airport afgehandeld.